# Maagdelijke wouden van Komi
De Maagdelijke wouden van Komi (Russisch: Девственные леса Коми; Devstvennye lesa Komi) zijn een natuurlijk UNESCO Werelderfgoedmonument in de Noordelijke Oeral (onderdeel van het Oeralgebergte). Het gebied ligt in de Russische autonome republiek Komi en bestaat uit een primaire, onaangeraakte bos met een totaaloppervlakte van 32.800 km² (3,28 mln. hectare), het grootste van Europa. De Maagdelijke wouden van Komi behoren tot de ecoregio Oeralgebergte Taiga.
Tot de belangrijkste boomsoorten behoren de Siberische spar (Picea obovata), Siberische zilverspar (Abies sibirica) en de Siberische larix (Larix sibirica). Enkele opvallende zoogdieren zijn de Europese nerts (Mustela lutreola), de sneeuwhaas (Lepus timidus), het rendier (Rangifer tarandus) en de sabelmarter (Martes zibellina).
Het gebied omvat de Zapovednik Petsjoro-Ilytsjki en het Nationaal Park Joegyd Va. Het gebied verkreeg de werelderfgoedstatus in 1994, waarmee het het eerste gebied was in Rusland dat deze status verkreeg. De status bracht het gebied extra gelden uit het buitenland en redde het van dreigende kap door het Franse bedrijf HUET Holding langs de rivieren de Ilytsj en de Petsjora (tegelijkertijd werd het gebied ook nog getroffen door een grote olielekkage die de rivieren vervuilde). De status geeft momenteel echter geen bescherming tegen andere gevaren als illegale houtkap en vooral de goudmijnbouw. Voor 1994 werden er goudafzettingen gedolven in het noorden van het Nationaal Park Joegyd Va. Na de erkenning bleef echter het hoofd van Komi's Ministerie van Natuur actief in het aanmoedigen van het delven van goud in het gebied. De overheid van de republiek poogde eerder om de grenzen van het beschermde gebied zo op te schuiven, dat de goudrijke gedeelten er buiten kwamen te vallen. Deze pogingen werden echter gestopt door een uitspraak van het Hooggerechtshof van Komi.